# Charles Cavendish-Bentinck
Charles William Frederick Cavendish-Bentinck (8 de noviembre de 1817-17 de agosto de 1865) fue un sacerdote anglicano y tatarabuelo materno de la reina Isabel II del Reino Unido. Su relevancia radica en ser un ancestro de la realeza británica y por tener conexiones con las más poderosas familias aristócratas de Inglaterra.

## Familia
Era el hijo mayor del teniente coronel William Charles Cavendish-Bentinck y de Anne Wellesley. Sus abuelos paternos eran William Cavendish-Bentinck, III duque de Portland, que fue primer ministro del Reino Unido y Dorothy Cavendish, hija de William Cavendish, IV duque de Devonshire y Charlotte Boyle.
Sus abuelos maternos eran Richard Wellesley, I marqués Wellesley y su esposa Hyacinthe-Gabrielle Roland, una actriz del Palais Royal durante varios años. Lord Wellesley fue gobernador general de la India y su hermano mayor fue Arthur Wellesley, I duque de Wellington.
Por su ascendientes, estaba emparentado con los tres duques principales de la nobleza británica y con otras familias de la aristocracia. Siendo joven tenía pocas probabilidades de suceder alguno del título de duque de Portland, ya que el hermano mayor de su padre tenía varios hijos. Siendo así se convirtió en clérigo.

## Matrimonio y familia
Contrajo matrimonio primero con Sinneta Lambourne, hija de James Lambourne, el 26 de septiembre de 1839. No tuvieron hijos, Sinneta murió el 19 de febrero de 1850. Se casó por segunda ocasión con Caroline Louisa Burnaby hija de Edwyn Burnaby y Anne Caroline Salisbury, el 13 de diciembre de 1859, con la que tuvo tres hijos:
- Cecilia Cavendish-Bentinck (1862-1938).
- Ann Violet Cavendish-Bentinck (1864-1932).
- Hyacinth Cavendish-Bentinck (1864-1916).